# Douglas Pereira dos Santos
Douglas Pereira dos Santos, mais conhecido apenas como Douglas (Monte Alegre, 6 de agosto de 1990), é um ex-futebolista brasileiro que atuava como lateral-direito. Seu último clube foi o Beşiktaş.

## Clubes

### Goiás
Estreou no time principal pelo Goiás contra o Grêmio pela sétima rodada do Campeonato Brasileiro de 2009, no estádio Olímpico Monumental, em um empate por 2 a 2.
Marcou seu primeiro gol pelo clube contra o Vitória, no Serra Dourada, pela 11ª rodada da Série B de 2011, na goleada alviverde por 4 a 1.

### São Paulo
Em 11 de fevereiro de 2012, transferiu-se para o São Paulo, assinando um contrato de três anos.
No dia 1 de maio, Douglas foi relacionado para o jogo contra a Ponte Preta pela Copa do Brasil, após se recuperar de uma lesão no púbis e poder estrear. Marcou seu primeiro gol com a camisa tricolor no seu terceiro jogo, justamente contra o clube que o projetou no futebol.
Apareceu no São Paulo como a solução para a lateral-direita, uma posição carente ao time do Morumbi desde a saída de Cicinho, que fizera história no clube. Porém, Douglas não conseguiu apresentar o bom futebol da época de Goiás e passou a ser muito criticado pela torcida tricolor, visto também que foi por repetidas vezes escalado no lado direito do ataque pelo técnico Ney Franco, lugar que ficara vago desde a saída de Lucas.
Na vitória por 3 a 2 sobre o Atlético Nacional, da Colômbia, pelas quartas-de-final da Copa Sul-Americana de 2013, completou seu jogo de número 100 pelo clube.

### Barcelona
No dia 26 de agosto de 2014, foi contratado pelo Barcelona por cinco temporadas, a um custo de quatro milhões de euros, com acréscimo de 1,5 milhão a depender da quantidade de partidas disputadas. Na temporada 2014–15 conquistou o Campeonato Espanhol e a Copa do Rei. Apesar de integrar o elenco que conquistou a Liga dos Campeões da UEFA, não é considerado campeão pelo regulamento da UEFA, por não ter entrado em nenhuma partida da competição.
A negociação de Douglas com o Barcelona foi vista como espantosa para boa parte da mídia brasileira.

### Sporting de Gijón
Com pouquíssimas oportunidades no Barcelona, Douglas foi emprestado ao Sporting de Gijón no dia 26 de agosto de 2016 para a temporada 2016–17. O lateral começou a viver boa fase no novo clube, a despeito do mau momento que vivera atuando com a camisa do Barcelona.

### Benfica
Fora dos planos do Barcelona, em 31 de agosto de 2017 foi emprestado ao Benfica.

### Sivasspor
No dia 23 de julho de 2018 foi emprestado novamente, desta vez ao Sivasspor, da Turquia, por uma temporada.

### Beşiktaş
Em 2019, Douglas trocou o Barcelona pelo clube turco Beşiktaş.

## Seleção Nacional
Pela Seleção Brasileira Sub-20, foi convocado para a disputa do Campeonato Sul-Americano Sub-20 em 2009.

## Títulos
Goiás
- Campeonato Goiano: 2009

São Paulo
- Copa Sul-Americana: 2012[15]
- Eusébio Cup: 2013

Barcelona
- La Liga: 2014–15, 2015–16
- Copa do Rei: 2014–15, 2015–16
- Mundial de Clubes da FIFA: 2015[16]
- Supercopa da UEFA: 2015
- Liga dos Campeões da UEFA: 2015

Seleção Brasileira
- Campeonato Sul-Americano Sub-20: 2009